# Capilla de Santa Maria Assunta dei Pignatelli
La Capilla de Santa Maria Assunta dei Pignatelli es una antigua capilla católica, hoy desconsagrada, de la ciudad de Nápoles, Italia. Está localizada en Largo Corpo di Napoli, en el centro histórico de la ciudad, anexa al Palazzo Pignatelli di Toritto.

## Historia y descripción
Fue construida en el siglo XIV por la familia Pignatelli di Toritto como capilla privada anexa a su palacio; fue restaurada y ampliada en 1477 y en 1736 (esta última renovación le dio su aspecto barroco actual).
En la segunda mitad del siglo XVIII, el interior fue decorado con frescos del pintor napolitano Fedele Fischetti, quien realizó también la Asunción sobre el altar mayor y el Padre Eterno en la cúpula. Además de los sepulcros monumentales de la familia Pignatelli di Toritto, como los de Pietro, Carlo y Caterina, la capilla alberga una pequeña capilla cubierta de mármol, con relieves y una bóveda hemisférica que se remontan al siglo XVI; en su altar se encuentra una escultura del español Bartolomé Ordóñez, que antes estaba custodiada en el Museo Nacional de Capodimonte. También cabe destacar la escalera de caracol, completamente de roca piperno, que lleva al coro barroco.
Después de más de cincuenta años de cierre, en junio de 2018 fue reabierta gracias a las obras de restauración llevadas a cabo por estudiantes de la Universidad de Nápoles Suor Orsola Benincasa, propietaria de la capilla a partir de los años 1990 por donación de la familia. Hoy en día, es utilizada principalmente por la misma Universidad como sede de la "Cátedra permanente de Culturas de Europa", con profesores invitados como el musicólogo Paolo Isotta o el expresidente de la Corte Constitucional de Italia Paolo Grossi.

## Galería de imágenes

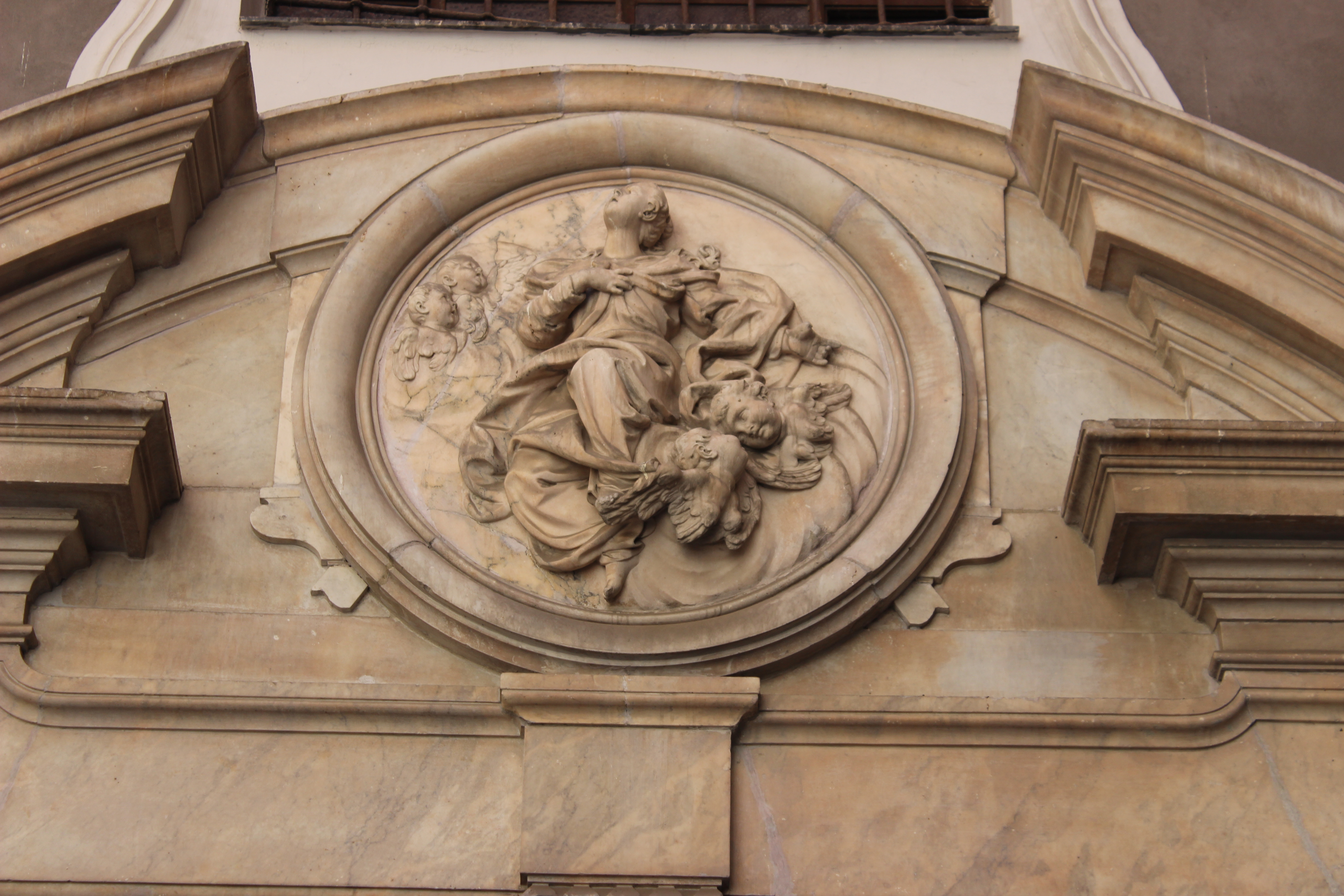
Detalle de la entrada.
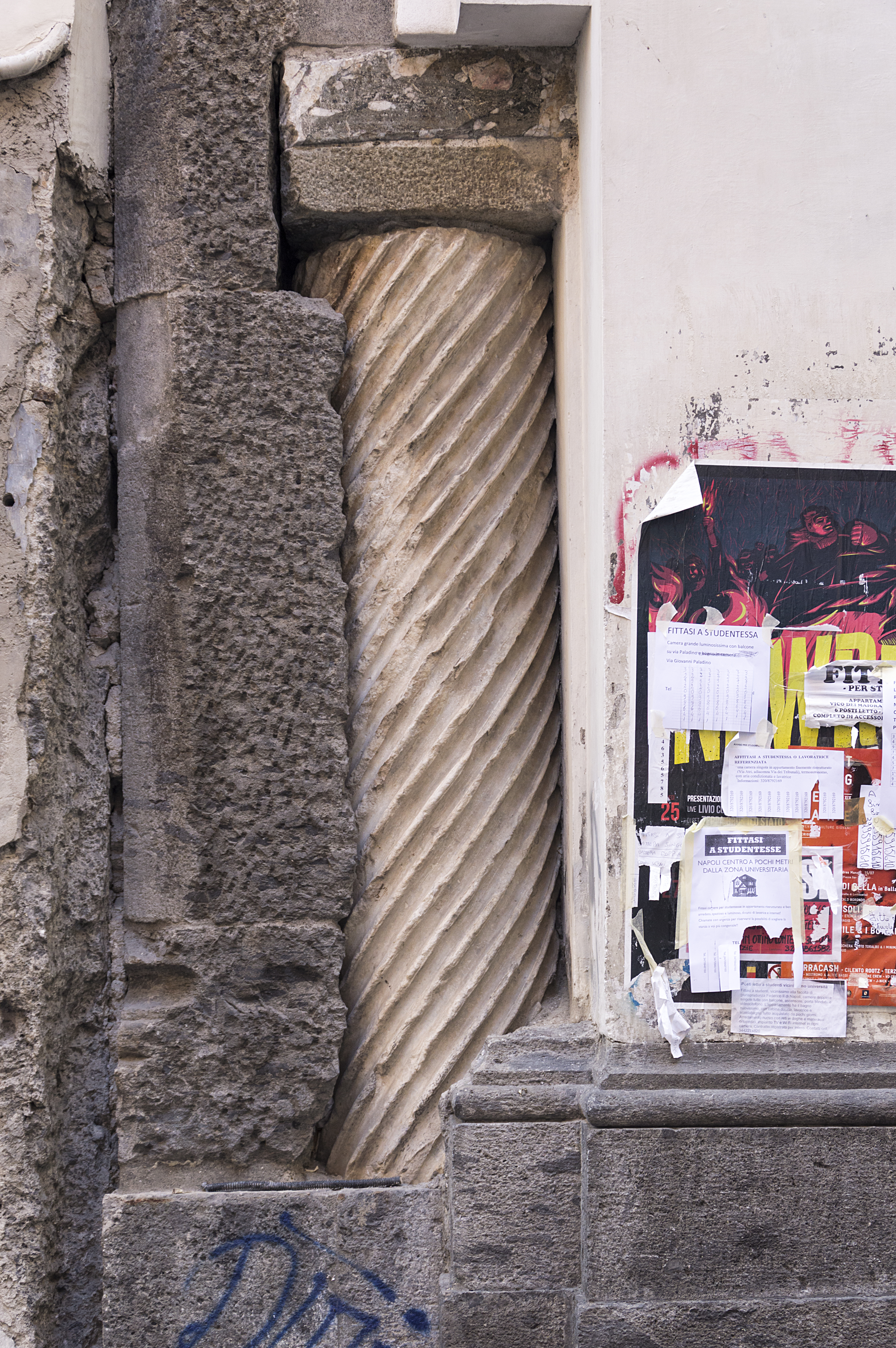
Una columna grecorromana en la parte inferior de la iglesia.